# Exobasidium gomezii
Exobasidium gomezii ist eine Pilzart der Familie der Nacktbasidienverwandten (Exobasidiaceae) aus der Ordnung Ustilaginomycotina. Sie ist ein Endoparasit von Pernettya mucronata. Symptome des Befalls durch den Pilz sind eine starke Vergrößerung der Blätter der Wirtspflanzen und das Hervortreten von Myzel auf ihren Unterseiten. Die Art ist in Patagonien verbreitet.

## Merkmale

### Makroskopische Merkmale
Exobasidium gomezii ist mit bloßem Auge zunächst nicht zu erkennen. Symptome des Befalls sind behaarte und stark vergrößerte Blätter (etwa doppelte Größe) und in späteren Befallsstadien auch das Hervortreten von Myzel auf den Blattunterseiten.

### Mikroskopische Merkmale
Das Myzel von Exobasidium gomezii wächst wie bei allen Nacktbasidien interzellulär und bildet Saugfäden, die in das Speichergewebe des Wirtes wachsen. Die selten drei-, meist viersporigen, 20,6–29,3 × 6,3–6,7 µm großen Basidien sind lang, unseptiert und zylindrisch bis keulenförmig. Sie wachsen direkt aus der Wirtsepidermis oder aus Spaltöffnungen. Die keulenförmigen bis ellipsoiden Sporen sind hyalin und 8,4–14,8 × 2,4–4,7 µm groß. Zunächst sind sie unseptiert, reif besitzen sie kein oder ein bis selten drei Septen. Die Konidien sind hyalin, spindel- bis tränenförmig und 6,1–7,2 × 1–2,2 μm groß.

## Verbreitung
Das bekannte Verbreitungsgebiet von Exobasidum gomezii liegt in den patagonischen Anden Chiles.

## Ökologie
Die Wirtspflanze von Exobasidium gomezii ist Gaultheria mucronata. Der Pilz ernährt sich von den im Speichergewebe der Pflanzen vorhandenen Nährstoffen, seine Basidien brechen später durch die Blattoberfläche und setzen Sporen frei. Diese keimen, nachdem sie auf geeignetes Substrat gefallen sind, zu Keimschläuchen und Konidien, aus denen sich dann neues Myzel entwickelt.